# مردی با نقاب آهنین (فیلم ۱۹۷۷)
مردی با نقاب آهنین (انگلیسی: The Man in the Iron Mask) یک فیلم تلویزیونی آمریکایی است که در سال ۱۹۷۷ میلادی منتشر شد.